# Hoplochelus obliteratus
Hoplochelus obliteratus är en skalbaggsart som beskrevs av Marc Lacroix 1989. Hoplochelus obliteratus ingår i släktet Hoplochelus och familjen Melolonthidae. Inga underarter finns listade i Catalogue of Life.